# Once in a Blue Moon (Fool's Garden)
Once in a Blue Moon è il secondo album in studio del gruppo musicale tedesco Fool's Garden, pubblicato nel 1993.

## Tracce
1. Awakenings – 4:15 (Volker Hinkel)
2. Man in a Cage – 3:41 (Hinkel, Claus-Dieter Wissler)
3. Scared – 1:27 (Hinkel)
4. Careless Games – 3:55 (Hinkel)
5. Sandy – 5:46 (Peter Freudenthaler)
6. One Way Out – 5:16 (Hinkel, Wissler)
7. Fall for Her – 4:05 (Hinkel)
8. Cry Baby Cry – 2:19 (John Lennon, Paul McCartney)
9. Lena – 4:48 (Hinkel, Freudenthaler)
10. Tell Me Who I Am – 3:10 (Freudenthaler)
11. The Part of the Fool – 4:22 (Hinkel)
12. You're Not Forgotten – 2:38 (Hinkel)
13. Spirit '91 – 4:16 (Hinkel, Wissler, Freudenthaler)
14. Once in a Blue Moon – 3:10 (Hinkel)